# Aluísio Marques Leal
O Professor Doutor Aluísio Marques Leal, (16 de novembro de 1915, na Lourinhã- 15 de Março de 2016) foi um farmacêutico português.
Licenciou-se em 1938 e doutorou-se em 1944, tendo adquirido esses graus académicos na Faculdade de Farmácia da Universidade do Porto. Foi diretor dos Serviços Farmacêuticos do Hospital Universitário de Santa Marta, onde recebeu a primeira Penicilina comercializada em Portugal e colaborou com o Professor Doutor Egas Moniz nos seus trabalhos de investigação.
Foi diretor técnico dos Serviços Farmacêuticos do Hospital de Santa Maria, quando este foi fundado.
Foi nomeado técnico principal da Companhia Portuguesa Higiene.
No final da sua carreira profissional, foi professor da cadeira de Farmácia Hospitalar na Faculdade de Farmácia da Universidade de Lisboa.
Colaborou ativamente na criação do Estatuto da Farmácia Hospitalar que foi publicado no Decreto-Lei n.º 44204, em 1962.
Fez parte de algumas Comissões, entre elas o Formulário Hospitalar.
Após a morte dos seus pais dedicou-se à Farmácia Leal, na Lourinhã.

## Prémios
- Medalha de Prata de Serviços Distintos do Ministério da Saúde (1984).[1]

## Publicações
A Biblioteca Nacional de Portugal apresenta 55 publicações de Aluísio Leal.